# (Z)-스틸벤
(Z)-스틸벤((Z)-Stilbene)은 다이아릴에텐으로, 이중 결합의 두 탄소 원자 모두에 페닐기가 치환된 시스 에텐 이중 결합으로 구성된 탄화수소이다. 스틸벤이라는 이름은 빛나는 것을 의미하는 그리스어 단어 stilbos에서 유래되었다.

## 이성질체
스틸벤은 (E)-스틸벤과 (Z)-스틸벤이라는 두 가지 이성질체로 존재한다. (Z)-스틸벤은 입체적으로 방해를 받으며 공액을 방해하는 입체적 상호 작용으로 인해 방향족 고리가 평면에서 43° 벗어나기 때문에 안정성이 떨어진다. (Z)-스틸벤의 녹는점은 5–6 °C (41–43 °F)인 반면, (E)-스틸벤은 약 125 °C (257 °F)에서 녹는데, 이는 두 화합물이 상당히 다름을 보여준다.

## 용도
- 스틸벤은 염료 및 광학 증백제 제조에 사용되며, 인광체 및 섬광체로도 사용된다.
- 스틸벤은 색소 레이저에 사용되는 이득 매질 중 하나이다.

## 성질
- 스틸벤은 일반적으로 공액 알켄인 다이아릴에텐의 화학적 성질을 나타낸다.
- 스틸벤은 UV 광선에 의해 광이성질화될 수 있다.
- 스틸벤은 스틸벤 광환화, 즉 분자내 반응을 겪을 수 있다.
- (Z)-스틸벤은 고리닫힘 반응을 겪을 수 있다.
- 강한 (양성자성) 산에서 시스-스틸벤은 다이페닐인다닐기로 캡핑된 페닐메틸렌 사슬로 올리고머화된다. 대응하는 트랜스 화합물은 그렇게 반응하지 않는다.[3]

## 자연 발생
많은 스틸벤 유도체(스틸베노이드)는 식물에 자연적으로 존재한다. 예를 들면 레스베라트롤과 그 사촌인 프테로스틸벤이 있다.